# World War III: Black Gold
World War III: Black Gold è un videogioco di strategia in tempo reale (del tutto in 3D), ambientato in un inventato futuro prossimo durante un'immaginaria guerra per il controllo del petrolio, sviluppato da "Reality Pump" e distribuito nell'anno 2001.

## Modalità di gioco
Ci sono sei campagne (due per ognuna delle tre fazioni presenti) per il gioco in singolo di cinque missioni in sequenza, con vari livelli di difficoltà, relative a: Stati Uniti, Russia ed Iraq; sono presenti informazioni di intermezzo e due filmati disegnati al computer visibili iniziando e completando ogni campagna.
Inoltre sono presenti alcune mappe utilizzabili soltanto per il gioco in gruppo su LAN o su Internet (con modem).